# PubChem

Logo

PubChem ist eine freie Datenbank chemischer Verbindungen. PubChem wird unterhalten vom nationalen Zentrum für Biotechnologische Information der USA (National Center for Biotechnology Information, NCBI), einem Bestandteil der nationalen medizinischen Bibliothek der USA (United States National Library of Medicine, NLM), die Teil des nationalen Instituts für Gesundheit der USA (National Institutes of Health, NIH) ist.
PubChem ist mit den anderen Datenbanken des Entrez-Portals wie z. B. PubMed verlinkt. Neben den üblichen Merkmalen zur Textsuche bietet PubChem eine Struktur- und Substruktursuche auf Basis von gezeichneten Strukturformeln an. Alternativ kann eine Struktur auch über eine Datei eingelesen werden.

## Geschichte
Im Jahr 2004 war die erste Veröffentlichung der Datenbank, d. h. der Beginn von PubChem.

## Datensätze
Es sind 824 Datenquellen (Stand 2021) an PubChem angeschlossen.
Die folgenden Datensätze werden durch PubChem abgebildet (Stand 2021):
| Kollektion    | Einträge    | Original-Beschreibung (englisch)                                                        | zu Deutsch (Google Translate)                                                                                      |
| ------------- | ----------- | --------------------------------------------------------------------------------------- | --- |
| Compounds     | 110.953.228 | Unique chemical structures extracted from contributed PubChem Substance records         | Einzigartige chemische Strukturen, die aus beigesteuerten PubChem-Substance-Datensätzen extrahiert wurden          |
| Substances    | 276.898.579 | Information about chemical entities provided by PubChem contributors                    | Von PubChem-Mitwirkenden bereitgestellte Informationen zu chemischen Stoffen                                       |
| BioAssays     | 1.391.562   | Biological experiments provided by PubChem contributors                                 | Biologische Experimente von PubChem-Mitwirkenden                                                                   |
| Bioactivities | 292.633.795 | Biological activity data points reported in PubChem BioAssays                           | In PubChem BioAssays gemeldete Datenpunkte zur biologischen Aktivität                                              |
| Genes         | 103.715     | Gene targets tested in PubChem BioAssays and those involved in PubChem Pathways         | In PubChem BioAssays (Bioaktivitätstests) getestete Gen-Targets und solche, die an PubChem Pathways beteiligt sind |
| Proteins      | 96.561      | Protein targets tested in PubChem BioAssays and those involved in PubChem Pathways      | In PubChem BioAssays getestete Protein-Targets und solche, die an PubChem Pathways beteiligt sind                  |
| Taxonomy      | 531.241     | Organisms of targets tested in PubChem BioAssays and those involved in PubChem Pathways | In PubChem BioAssays getestete Zielorganismen und solche, die an PubChem Pathways beteiligt sind                   |
| Pathways      | 238.597     | Interactions between chemicals, genes, and proteins                                     | Wechselwirkungen zwischen Chemikalien, Genen und Proteinen                                                         |
| Literature    | 33.276.936  | Scientific publications with links in PubChem                                           | Wissenschaftliche Publikationen mit Links in PubChem                                                               |
| Patents       | 28.543.965  | Patents with links in PubChem                                                           | Patente mit Links in PubChem                                                                                       |

## Zitation
Die gewünschte Zitation der Datenbank ist wie folgt:
```
Kim S, Chen J, Cheng T, Gindulyte A, He J, He S, Li Q, Shoemaker BA, Thiessen PA, Yu B, Zaslavsky L, Zhang J, Bolton EE. PubChem in 2021: new data content and improved web interfaces. Nucleic Acids Res. 2021 Jan 8; 49(D1):D1388–D1395. doi:10.1093/nar/gkaa971.

[PubMed PMID 33151290] [PubMed Central PMCID: PMC7778930] [Free Full Text]

```

Eine Detailbeschreibung und weitere Beispiele können dem Handbuch entnommen werden.